# Костёл Пресвятого Сердца Иисуса (Хотова)
Костел Святого Сердца Иисуса (бел. Касцёл Найсвяцейшага Сэрца Ісуса) — каменный католический храм в деревне Хотова Столбцовского района Минской области, памятник архитектуры неороманского стиля.

## История
Первая церковь в Хотове была построена на кладбище как приходская в 1774 (1776) году. В 1867 году царские власти забрали храм у католиков и превратили его в православный. После ухода деревни в Польшу в 1921 году здание снова стало костелом.
Кроме того, в 1924 году Софья (Мария) Ленская, дочь Михаила Ленского, чье имение Хотово располагалось в то время на территории прихода, решила построить на территории имения часовню. В 1925 году в часовне уже не хватало места: в ней совершались крещения, венчания, отпевания.
По этой причине в 1931 году Карл Незабытовский, муж Софьи Ленской, объявил о строительстве нового кирпичного храма и стал его главным спонсором. Благодаря усилиям Ленских и активному участию прихожан церковь была построена в 1933 году. Святыня была освящена 29 августа 1934 года Казимиром Букраба, епископом Пинским. В 1935 году были освящены колокола, названные в честь семьи Незабытовских: Кароля, Софьи и Михаила (их сына).
В 1939—1944 годах священником в храме был один из основателей белорусского христианского движения Люциан Хвецкий. Во время Великой Отечественной войны, примерно летом 1944 года, церковь была закрыта, а позже превращена в склад, где хранилось зерно и сахар для нужд пивоварни. Башня здания использовалась лесным департаментом для наблюдения за лесом. Вскоре храм пришёл в упадок: рухнула крыша, начали рушиться стены.
С началом «перестройки» верующие (особенно выделялась Альберта Улич) стали просить власти вернуть им церковь, что в итоге и произошло. Сами прихожане взялись за ремонт и восстановили храм. Стремясь помочь прихожанам, отец Антоний Демьянко, нынешний епископ Пинский, бывший настоятель прихода в Новогрудке, посетил святыню и дал совет.
В конце 1990 года приход был восстановлен под руководством приходского священника Марьяна Шершны, при котором реконструкция костела была успешно завершена. 19 октября 1991 года кардинал Казимир Свёнтак заново освятил церковь. В настоящее время в храме служит ксёндз Александр Богданович .

## Архитектура
Находится в 2 км восточнее села, на территории бывшей усадьбы Ленских. Памятник архитектуры неороманского стиля . Решённый прямоугольный объём под двускатной крышей. К алтарю сбоку пристроена полукруглая апсида с боковой ризницей. Асимметрию в объемную композицию вносит со стороны фасада четырёхгранная колокольня, открытая вверху арочными проемами-трифориями. Ось фасада выделена арочным входным перспективным порталом и окном-розеткой над ним. Боковые фасады разделены арочными оконными проемами и ступенчатыми контрфорсами в проходах, имеют трансептные ризолиты, отделанные двусторонними щипцами.
Внутреннее пространство разделено на три нефа мощными пилонами и перекинутыми через них аркадами. Нефы перекрыты цилиндрическими сводами на упругих арках. Со стороны пресвитерия расположены хоры с кафедрой, открытые романской аркадой.